# Muy Ilustre, Antiquísima y Real Hermandad de la Preciosísima Sangre de Nuestro Señor Jesucristo y Madre de Dios de Misericordia
La Muy Ilustre, Antiquísima y Real Hermandad de la Preciosísima Sangre de Nuestro Señor Jesucristo y Madre de Dios de Misericordia  o simplemente Hermandad de la Sangre de Cristo cuyos orígenes se remontan al año 1280, es la cofradía penitencial decana de la ciudad de Zaragoza y la que organiza y ordena la Procesión General del Santo Entierro de Cristo en la Semana Santa en Zaragoza.

## Orígenes
Los orígenes de esta hermandad se remontan al siglo XIII alrededor de 1280, si bien su existencia documentada como hermandad data del siglo XVI que es cuando se organiza por primera vez la procesión del Santo Entierro en Zaragoza.
Además de la organización de la procesión del Santo Entierro, a lo largo del año y desde sus orígenes, la hermandad ha realizado con especial dedicación como principal obra de misericordia  la recogida de cadáveres desamparados de la ciudad de Zaragoza y su término municipal para darles cristiana sepultura, labor que sigue realizando hoy en día. Es propietaria de muchos de los pasos que procesionan en la Semana Santa zaragozana y que tiene cedidos en usufructo a las distintas cofradías, aunque son los responsables de sacar uno muy especial; el cristo de la cama.
En 1860 la Reina Isabel II regaló un estandarte real que sólo sale en procesión previo acuerdo del Capítulo de Hermanos receptores.
La hermandad tiene varios tipos de miembros:
- Hermanos receptores
- Hermanos aspirantes
- Hermanos honorarios
- Hermanos espirituales
- Hermanos bienhechores

## Pasos

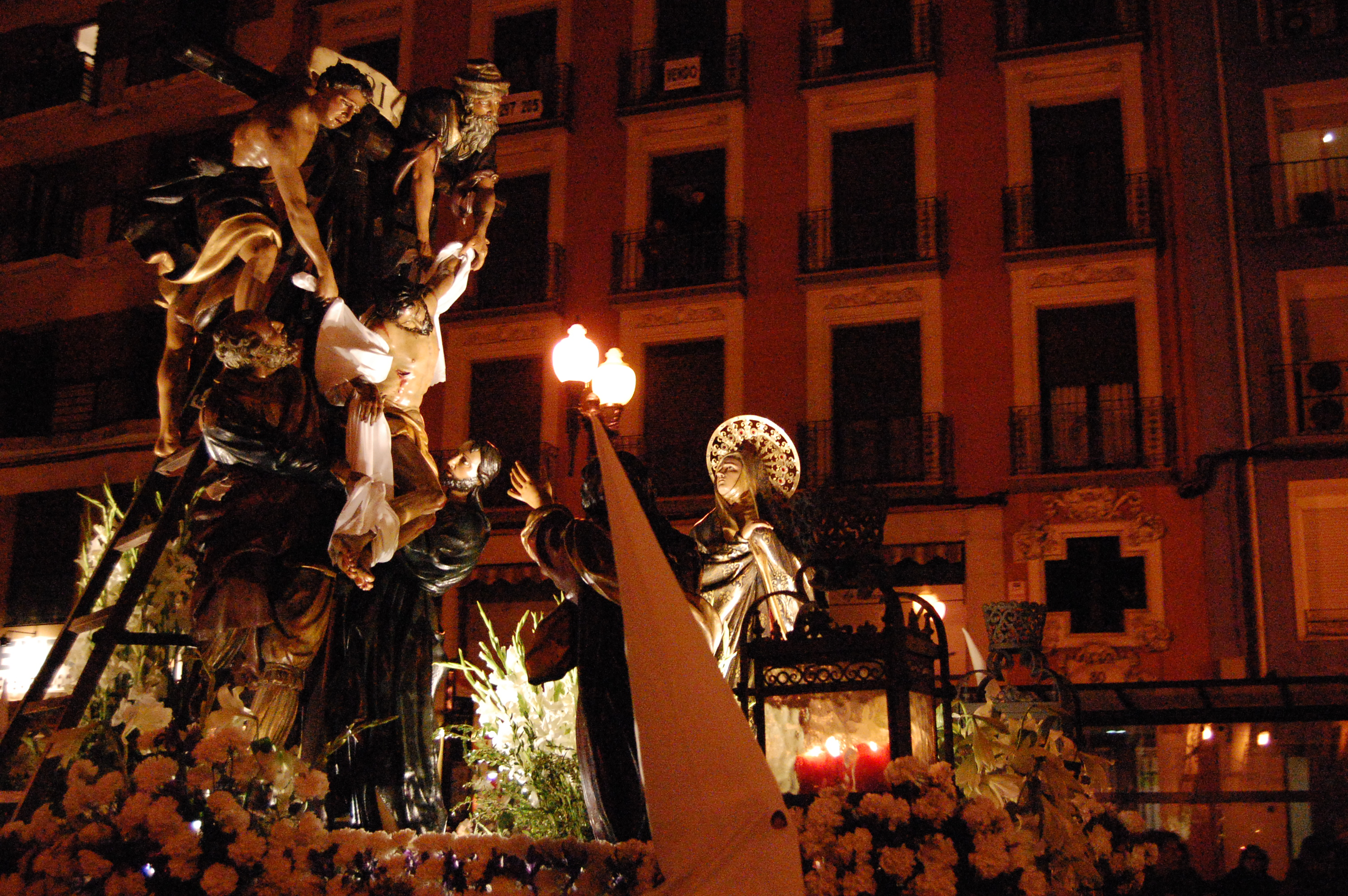
Paso del descendimiento de la cruz

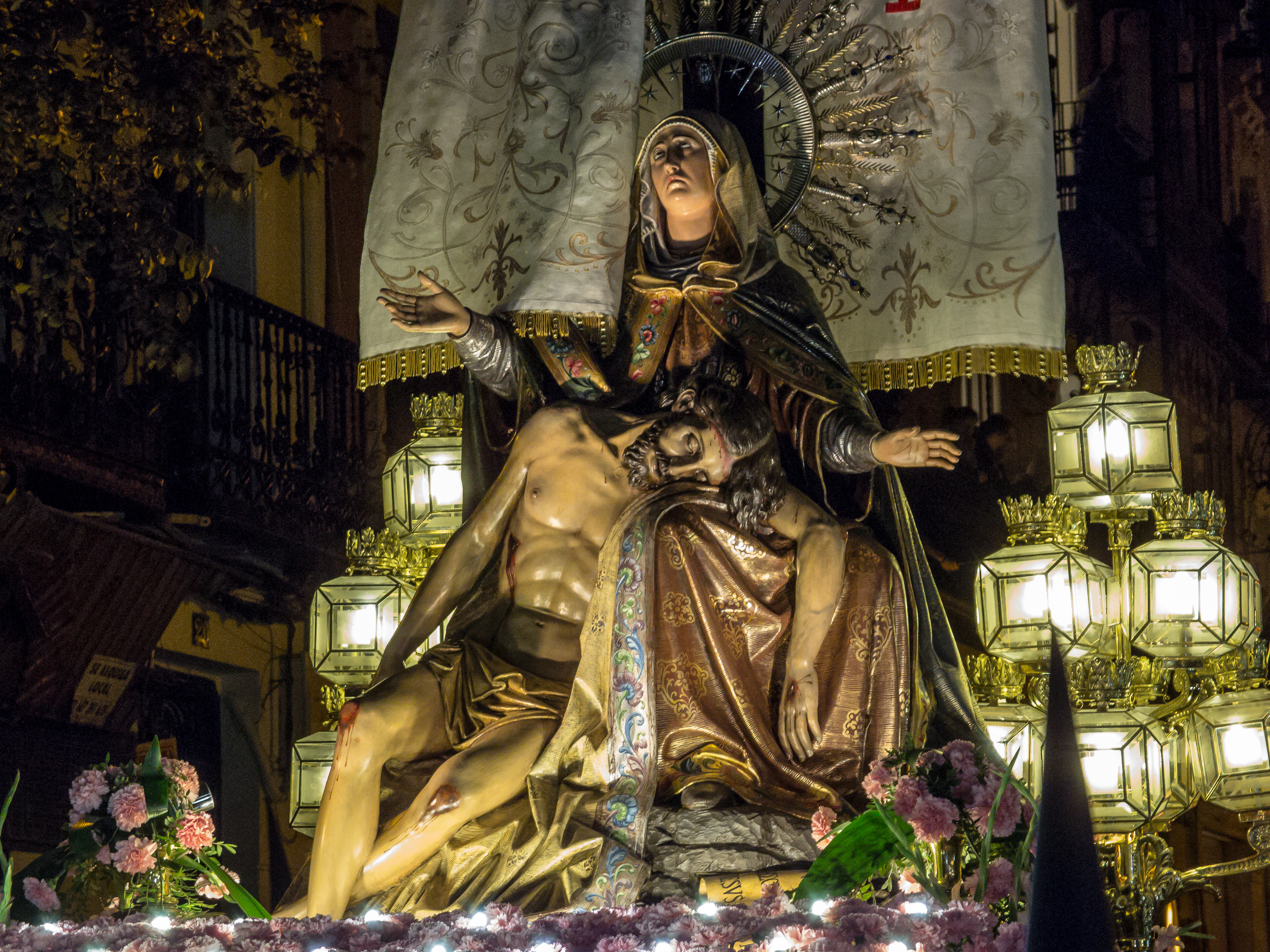
Paso de la Virgen de la Piedad

La cofradía tiene un total de 16 pasos en propiedad aunque no todos salen en procesión y la mayor parte los tiene cedidos en usufructo a otras cofradías penitenciales. 11 procesionan según el siguiente detalle:
- Entrada de Jesús en Jerusalén (Germán Albareda, 1940). Procesiona con la Cofradía de la Entrada de Jesús en Jerusalén (Zaragoza).
- El Cenáculo (Luis y Vicente Muñoz, 1830).Procesiona solo el Viernes Santo Cofradía de la Institución de la Sagrada Eucaristía
- La Oración del Huerto (Francisco de Borja, 1913). Procesiona con la Cofradía de Nuestro Señor en la Oración del Huerto.
- El Prendimiento (José Alegre, 1847). Procesiona con la Real y Calasancia Cofradía del Prendimiento del Señor y el Dolor de la Madre de Dios.
- La Flagelación (Tomás Llovet, 1818) No sale en procesión.
- La Coronación de Espinas (Francisco de Borja, 1903). Procesiona con la Cofradía de la Coronación de Espinas.
- Jesús con la Cruz a Cuestas (T. Llovet, 1818). Procesiona con la Cofradía de Jesús Camino del Calvario.
- La Llegada de Jesús al Calvario (Tomás Llovet, 1828). Procesiona con la Cofradía de Nuestra Señora de la Asunción y Llegada de Jesús al Calvario.
- La Crucifixión (José Alegre, 1841). Procesiona con la Cofradía de la Crucifixión del Señor y de San Francisco de Asís.
- El Descendimiento (José Alegre, 1847). Procesiona con la Cofradía del Descendimiento de la Cruz y Lágrimas de Nuestra Señora.
- Virgen de la Piedad (Antonio Palao, 1871). Procesiona con la Cofradía de Nuestra Señora de la Piedad y del Santo Sepulcro.
- Virgen de los Dolores (Manuel Calero, 1949). Procesiona con la Hermandad de San Joaquín y de la Virgen de los Dolores.
- Santísimo Cristo de la Cama (Anónimo, siglo XVII). Procesiona con la Muy Ilustre, Antiquísima y Real Hermandad de la Preciosísima Sangre de Nuestro Señor Jesucristo y Madre de Dios de Misericordia.
- Virgen de la Soledad (Antonio Palao, 1856). No sale en procesión.
- El Balcón de Pilato (Tomás Llovet, 1818). No sale en procesión.
- El Pecado y la Redención (Francisco de Borja, 1910). No sale en procesión.

## Cristo de la Cama

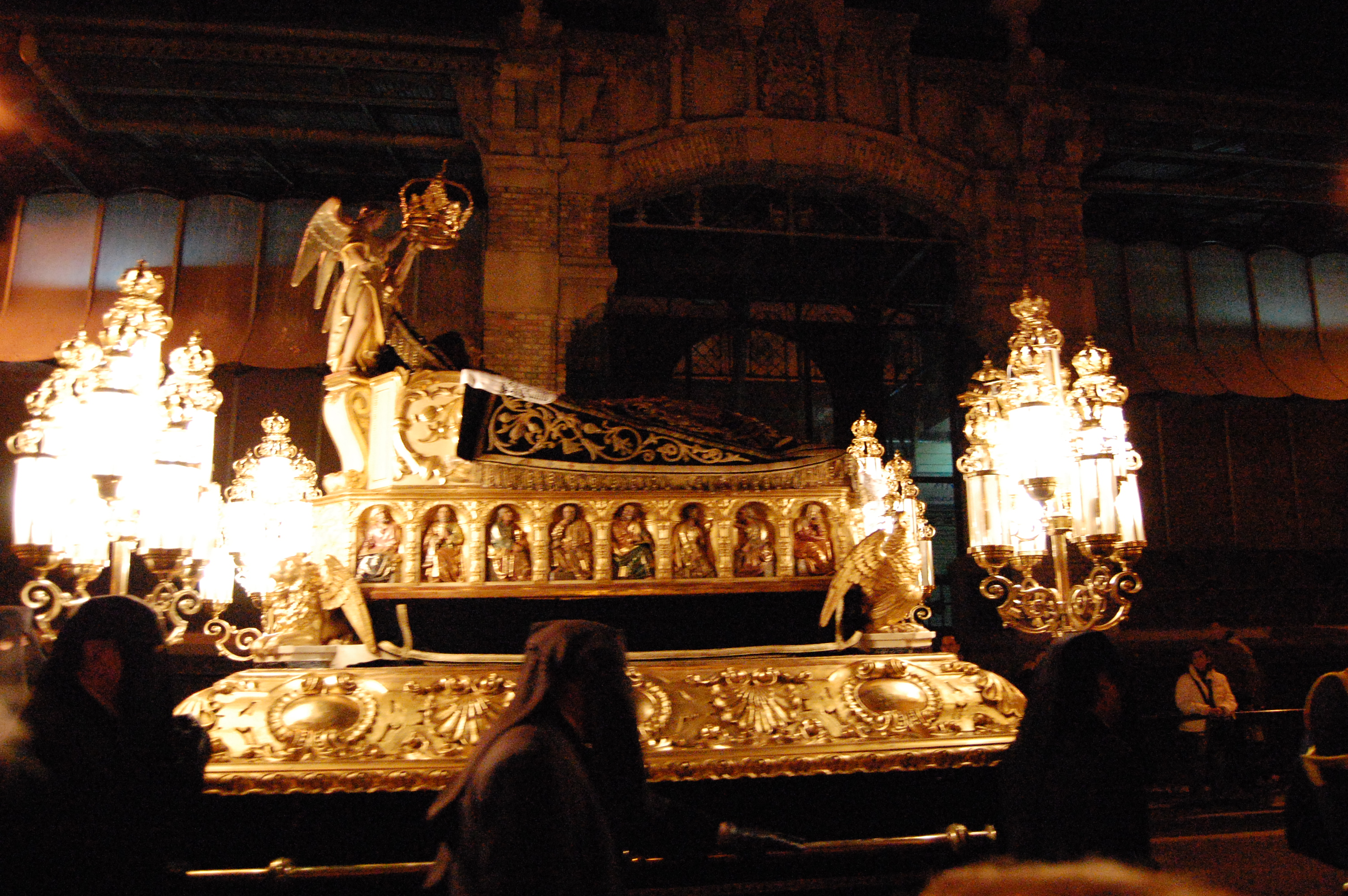
Cristo de la Cama

Se trata de una talla de autor desconocido que representa a  Cristo en el Sepulcro y que data de principios del siglo XVI. Posee brazos articulados y peluca de pelo natural. Con ella se representaba antiguamente el descendimiento de la Cruz. Fue salvada de la destrucción, durante los sitios de Zaragoza y la imagen presenta heridas de bayoneta y un balazo que recibió durante su traslado desde el Convento de San Francisco a la Basílica del Pilar, por este motivo, le fue concedida la medalla de oro del Centenario de los Sitios el 17 de febrero de 1909.

## Estandarte
Es una gran bandera negra con el emblema de la hermandad que consiste en una Cruz sobre una nube, coronada con una corona de espinas, de cuyos brazos pende una sabana. En uno de los brazos de la Cruz apoya una lanza y en el otro, la caña con la esponja.

## Hábito
Los Hermanos Receptores utilizan una túnica de color negro con cinturón de terciopelo morado, con hebilla plateada con el anagrama de la Hermandad; tercerol negro con la cara al descubierto y guantes y zapatos negros. La medalla lleva el escudo de la hermandad y pende de un cordón morado. La túnica de los miembros de la Sección de Cama es negra con solapas de terciopelo y el anagrama bordado en oro en el lado izquierdo a la altura del pecho; cinturón de terciopelo con el anagrama de la Sección, que es la Cruz del Santo Sepulcro; tercerol negro cubriendo la cara; camisa blanca; corbata, zapatos y guantes negros.

## Secciones

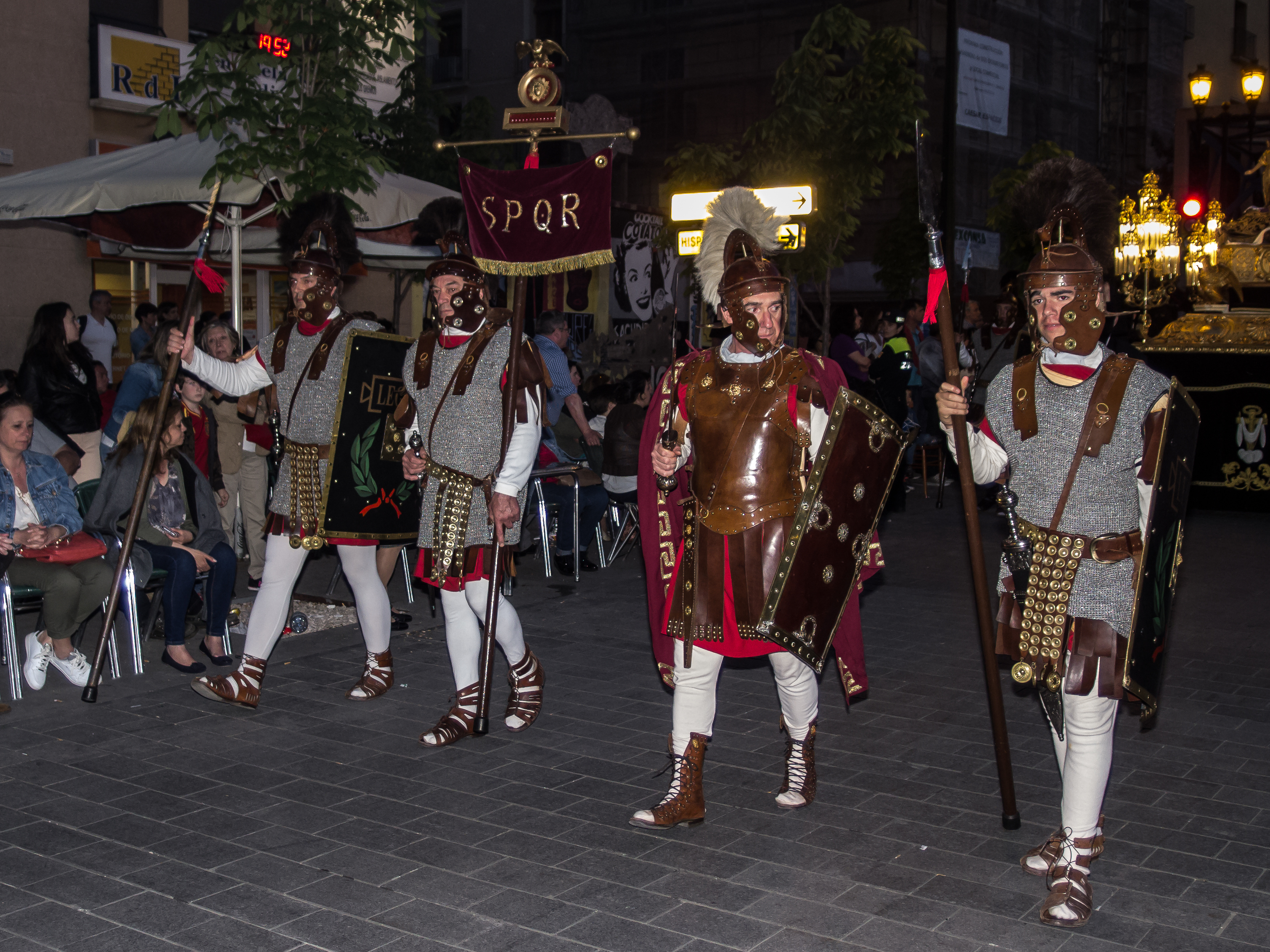
Guardia romana

## Secciones[2]
- Sección de la Cama
- Guardia Romana
- Pueblo Hebreo
- Desaparecidos

## Procesión General del Santo Entierro
La Procesión General del Santo Entierro es el origen de los cortejos procesionales en la ciudad de Zaragoza. Es la procesión más antigua de la ciudad, data de 1617 y está organizada por la Hermandad de la Sangre de Cristo. Esta procesión sale de la iglesia de Santa Isabel de Portugal el día de Viernes Santo. El Santo Entierro se mantendría prácticamente invariable durante cientos de años hasta que a partir de comenzar la Segunda República Española comenzaron a producirse incidentes y ataques al cortejo procesional. En el año 1935 unos voluntarios tuvieron que sacar el paso de la Piedad, tras la huelga de terceroles y la explosión de una bomba durante la procesión lo que daría origen a la fundación de la primera cofradía penitencial en 1937, ya que hasta entonces sólo existía la representativa y propia de la procesión del Viernes Santo (Santo Entierro). Desde entonces y hasta el año 2017 han surgido 23 cofradías penitenciales más que se encuentran encuadradas en la Junta Coordinadora de Cofradías de Zaragoza y que participan en la procesión General del Santo entierro de Viernes Santo siendo la hermandad de la Sangre de Cristo la que abre y cierra el cortejo
.

## Sedes
- Sede Canónica: iglesia de Santa Isabel de Portugal (Vulgo San Cayetano).
- Sede Social: plaza del Pilar, 16, Ent. of. 3 50003-Zaragoza